# Bobrovycja
Bobrovycja (ukrajinsky Бобровиця, rusky Бобровица – Bobrovica) je město v Černihivské oblasti na Ukrajině. Po administrativně-teritoriální reformě v červenci 2020 patří do Nižynského rajónu, do té doby bylo centrem Bobrovyckého rajónu. Žije zde přibližně 11 tisíc obyvatel. K roku 2018 měla přes jedenáct tisíc obyvatel.

## Poloha
Bobrovycja leží v jižní části Černihivské oblasti na říčce Bystrycji, levém přítoku Trubiže.

## Dějiny
Bobrovycja byla založena v 11. století. Městem je od roku 1958.

### Rodáci
- Mykola Semena (* 1950), novinář
- Olha Vasylivna Korobka (* 1985), vzpěračka